# Eilean-Dubh-Formation
Die Eilean-Dubh-Formation ist eine geologische Formation des Hebriden-Terrans, die während des Kambriums entlang der Nordwestküste Schottlands abgelagert wurde. Sie gehört zur Durness Group.

## Etymologie

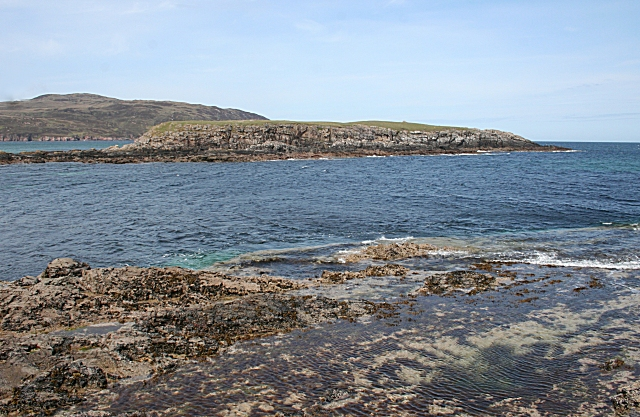
Die Typlokalität Eilean Dubh

Die Eilean-Dubh-Formation ist nach ihrer Typlokalität, der Landspitze Eilean Dubh nordwestlich von Balnakeil, benannt. Im Schottisch-Gälischen bedeutet das maskuline Substantiv eilean Insel. Das Adjektiv dubh steht für schwarz, dunkel, finster. Eilean dubh ist demnach ein dunkles Eiland.

## Geschichtliches
Die Eilean-Dubh-Formation war bereits im Jahr 1884 von Ben Peach und John Horne zusammen mit den anderen Formationen der Durness Group ausgewiesen worden. Charles Lapworth hatte sie aber schon im Jahr zuvor beschrieben.

## Geographie
Das Typusprofil der Eilean-Dubh-Formation befindet sich entlang der Balnakeil Bay. Ihr Liegendes erscheint bei Grudie am Südende vom Kyle of Durness. Gute Aufschlüsse finden sich am Ostufer des Loch Eribolls (bei An t-Sròn nördlich von Eriboll). Das Hangende kann dann weiter südlich in Assynt (bei Stronchrubie) eingesehen werden. Die Formation lässt sich insgesamt rund 170 Kilometer nach Südsüdwest verfolgen und wird zum letzten Mal bei Ord auf Skye angetroffen.

## Stratigraphie
Die Eilean-Dubh-Formation ist die zweite Formation der Durness Group. Sie überlagert konkordant die basale Ghrudaidh-Formation. Auf sie folgt dann ebenfalls konkordant die Sailmhor-Formation. Ihre minimale Mächtigkeit beträgt 133 Meter, vermutet wird aber auch bis zu 200 Meter.
R. G. Park und Kollegen (2002) unterteilten die Formation in drei Member, die aber nicht allgemein anerkannt sind (vom Hangenden zum Liegenden):
- Solmar Member
- Stromatolite Member
- Kyle Member.

### Sequenzstratigraphie
Die Eilean-Dubh-Formation wurde während der Megasequenz Scottish Laurentian Margin II (SLM II) und Scottish Laurentian Margin III (SLM III) abgelagert. Dies entspricht der Sauk-Megasequenz Sauk II und Sauk III. Die Formation setzt im oberen Abschnitt von der 83 Meter mächtigen SLM IIa ein. Hierauf folgt noch im Liegenden die Sequenzgrenze zur 75 Meter mächtigen SLM IIb, jedoch ist die Grenze selbst nicht aufgeschlossen. Im Hangenden der Formation liegt dann die Sequenzgrenze zur 28 Meter mächtigen SLM IIIa, die mit einer Brekzienlage endet. 18 Meter vor Ende der Formation erfolgt noch das Einsetzen von SLM IIIb. Anstatt der Grenze SLM IIb/SLM IIIa finden sich 8, im Meterbereich liegende Parasequenzen der knapp 14 Meter mächtigen Sequence Boundary Zone (Sequenzgrenzzone). Somit sind innerhalb der Eilean-Dubh-Formation zwei Sequenzgrenzen (engl. sequence boundaries oder abgekürzt SB) vorhanden.
In der Balnakeil Bay erscheinen, wie bereits angedeutet, einige Parasequenzen, insbesondere in der Nähe der beiden Sequenzgrenzen (vor allem an der unteren Sequenzgrenze). Sie werden durch Trennflächen markiert, welche Erosion erkennen lassen und somit auf absinkenden Meeresspiegel oder Verfüllung des Akkomodationsraums hinweisen.
War die unterlagernde Ghrudaidh-Formation ein transgressiver Systemtrakt (engl. Transgressive Systems Tract oder TST), der erst im Hangenden in einen Hochstand-Systemtrakt (engl. Highstand Systems Tract oder HST) überging, so beginnt die Eilean-Dubh-Formation ebenfalls mit einem transgressiven Systemtrakt, der aber nur selten aufgeschlossen ist. Ihr Hochstand-Systemtrakt kommt in den Mittelabschnitt der Formation zu liegen. Vom TST und HST zusammengenommen sind 67 Meter erhalten, beide dürften aber wegen tektonisch bedingten Omissionen wesentlich mächtiger ausfallen. Der TST umfasst subtidale, stromatactoide Dolostones (Vergesellschaftung von säuligen Stromatolithen und Thrombolithen), Dolostones mit Karbonat-verfüllten Hohlräumen, stellenweise Intraklastenbrekzien, untergeordnet terrigenen Quarz und Stromatolithen. Der HST wird von einem feinkörnigen Dolostone dominiert, welcher Rippel- und Flaserlaminae enthält und in den Tonflatschenbrekzien und seltene Quarzsandlagen eingeschaltet sind – Anzeichen für eine aggradierende Gezeitenebene.

## Lithologie

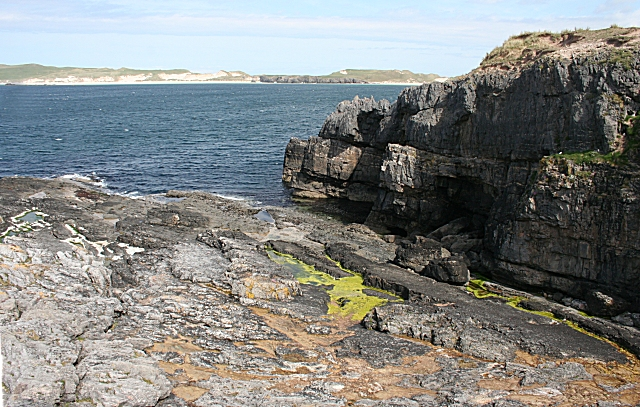
Links im Vordergrund das Hangende der Eilean-Dubh-Formation, rechts darüber die Sailmhor-Formation. Im Hintergrund schweift der Blick nach Osten in die Balnakeil Bay.

Die Formation beginnt mit hell- bis mittelgrauen, beige verwitternden (Honigwabenverwitterung), aphanitischen Dolomiten, die sich etwas von den wechsellagernden, hellgrauen Dolomiten und den zuckerförmigen, scheckigen, dunkelgrauen Dolomiten der unterlagernden Ghrudaidh-Formation abheben und eine deutliche Verflachung des Ablagerungsmilieus zu erkennen geben. Auch Kalke sind vorhanden sowie Lösungsbrekzien. Kalklinsen erscheinen sowohl in Chertlagen als auch im Dolostone.
In der Sequenzgrenzzone zu SLM IIb finden sich Lagen mit terrigenem Quarzsand, der ein Trockenfallen anzeigt. Obwohl Quarzsandlagen nur wenige Prozent in dieser Übergangszone ausmachen, erscheinen sie in fast allen Schichten und bedecken vor allem die meterstarken, in ihr jeweilig Hangendes sich verflachenden Parasequenzen in Gestalt von Linsen und Streifen. Die unregelmäßig ausgetieften und karstifizierten Oberseiten der einzelnen Zyklen werden von ihnen verfüllt. Die Übergangszone enthält ferner ausreichend Tonflatschenbrekzien, kleinmaßstabige Trockenrisse, Tepee-Strukturen, Rippellaminierungen und auch Pseudomorphosen von Evaporiten (Gips, Anhydrit und gelegentlich auch Halit) sind eingestreut. Die Übergangszone endet an der am deutlichsten ausgebildeten Karstoberfläche.
Die sehr schön abgerundeten, hirsekornartigen Quarzkörner in der Eilean-Dubh-Formation stammen aus einem äolischen Environment, möglicherweise von distalen Fingern eines siliziklastischen Keils. Dies deutet womöglich auf eine längere Verflachungsphase, in der die Küste progradieren konnte.
Die Sequenz SLM IIIa im Hangenden folgt diskordant auf die Sequenz SLM IIb und besteht aus säuligen stromatolithischen Biostromen, die von rippel- und flaserlaminierten Dolostones überlagert werden. Sie schließt zur Sequenz SLM IIIb mit einer Grenzbrekzie/Grenzkonglomerat ab. 1,3 Meter unterhalb der Grenzbrekzie treten in einer dicken Bank aus rippellaminierten Dolostone Hohlräume auf, die mit Quarz ausgefüllt sind und Evaporitpseudomorphosen darstellen dürften. Die obersten 30 Zentimeter dieser Dolostonebank enthalten Wickelschichtung (engl. convolute bedding). Ein 40 Zentimeter dicker, braun verwitternder, dolomitischer Siltstein unterhalb dieser Bank wird intensiv von Trockenrissen durchzogen. Die 6 bis 10 Zentimeter dicke und cremefarben verwitternde Grenzbrekzie liegt innerhalb von 1,78 Meter dicken Karbonaten des flachen Intertidals und Supratidals. Sie enthält eckige, mittelgraue, 7 × 5 Zentimeter messende Karbonatklasten, darunter auch Stromatolithenfragmente. Sie ist klastengestützt und ihre bimodale Matrix besteht aus terrigenem und dolomitischem Silt und auch körnigerem Material. Unter den Körnern befinden sich gut gerundeter bis eckiger Chert unterschiedlicher Farbtönungen, kleine dunkle Karbonatklasten, gut gerundeter Hirsenkornquarz bis 2 Millimeter Durchmesser und gelegentliche Alkalifeldspäte.
Im obersten Hangenden unterhalb der Formationsobergrenze erscheinen in SLM IIIb sodann Chertlagen (mit roten Jaspisknollen), vor allen Dingen aber oolithische Grainstonelagen, in denen eine Schicht mit hämisphärischen Stromatolithen eingeschlossen ist. Dies spricht dafür, dass die Basis von SLM IIIb wiederum ein etwas tieferes Ablagerungsmilieu darstellte.
An der Grenze zur Sailmhor-Formation schließlich werden hellgraue, intertidale und supratidale Dolomite der Eilean-Dubh-Formation urplötzlich scharf von dunkelgrauen, an Chert reichen, subtidalen Dolomiten abgeschnitten.

### Sedimentstrukturen
Sedimentologisch erwähnenswert sind Rutschungen mit einem Winkel bis zu 40° in der Nähe der Liegendgrenze, trogförmige Schrägschichtung, Linsen- und Flaserschichtung, Wellenrippeln und rötliche Sedimentverfärbungen an Schichtgrenzen und Klüften.

### Lithofazies
Faziell sind vorwiegend Subtidal und Intertidal angezeigt. Vom Wind eingetragene Sandlagen deuten aber auch auf Sabkhabedingungen des Supratidals.
Folgende Lithofazies sind in der Eilean-Dubh-Formation zugegen (geordnet von Subtidal bis Supratidal):
- Intraklastischer Rudstone. Als karbonatische Schuppenbrekzien (engl. flake breccias) im mittleren und oberen Abschnitt der Formation. Subtidal bis Supratidal.
- Oolithischer Grainstone. Erscheint im oberen Abschnitt der Formation und zeigt ein hochenergetisches, flaches Subtidal an.
- Stromatactoide Karbonate. Ebenfalls flaches Subtidal.
- Thrombolithischer Boundstone. Sehr selten. Flaches Subtidal bis unteres Intertidal.
- Säuliger stromatolithischer Boundstone. Im Mittelabschnitt, Anzeiger für oberes Subtidal bis unteres Intertidal.
- Rippel-laminierte Karbonate. Im mittleren und vor allem im oberen Abschnitt, sie indizieren oberes Subtidal bis unteres Supratidal.
- Hämisphärischer stromatolithischer Boundstone. Intertidal bis Supratidal.
- Fensterkarbonate. Mittleres Intertidal bis mittleres Supratidal einschließlich.
- Quarzsand enthaltende Karbonate. Im mittleren Abschnitt, oberes Intertidal bis Supratidal.
- Parallel laminierte Karbonate. Hierzu gehören subhexagonale Trockenrisse und Tepees. Oberstes Intertidal und Supratidal.

## Fossilien
Als Fossilien enthalten sind Stromatolithen vorwiegend im unteren Abschnitt, auch vereinzelte Thrombolithenpolster und Leiolithen treten auf. Conodontenfunde konzentrieren sich auf die Hangendgrenze zur Sailmhor-Formation.
Die Stromatolithen manifestieren mehrere Ausbildungsformen. Darunter beispielsweise stratiforme (bzw. planare) Stromatolithen, verkrustierende Stromatolithen, hämisphärische Stromatolithen und säulige Stromatolithen.
Die ersten Conodonten erscheinen 1,9 Meter unterhalb der Hangendgrenze zur Sailmhor-Formation. Darunter die Taxa Eoconodontus notchpeakensis, Terodontus nakamurai und Semiacontiodus nogamii. Der die Grenze zum Ordovizium definierende Conodont Iapetognathus fluctivagus ist jedoch nicht zugegen. Das Taxon Cordyolus lindstromi liegt nur 0,1 Meter unterhalb der Hangendgrenze und zeigt den Beginn der Lindstromi-Zone an. Darunter liegt die Intermedius-Zone.

## Tektonik
Die Eilean-Dubh-Formation wird tektonisch von Gleitflächen durchzogen, welche im Zusammenhang mit dem Moine Thrust Belt stehen. Daher auch die Schwierigkeit, eine Angabe für die Gesamtmächtigkeit zu machen. Ferner durchschneiden kleinere Seitenverschiebungen die Formation quer zur Streichrichtung (Nordnordost-Südsüdwest) – sie folgen der Ostsüdost- und der Ostnordost-Richtung. Außerdem ist die Durness-Group in der Nähe der Typlokalität zu einem Halbgraben eingebrochen, wobei die Schichten mit zirka 15° nach Ostsüdost einfallen. Auch diese Struktur wurde wahrscheinlich vom Moine Thrust Belt verursacht. Erwähnenswert ist hier auch eine Ostsüdost-streichende Scherzone im Grundgebirge, die Rispond Shear Zone. Parallel zu ihr verläuft am Faraidh Head die Faraidh Head Fault – eine Abschiebung, an der die Durness Group in nördliche Richtung absank.
Weiter gen Süden, beispielsweise in Assynt oder bei Kinlochewe, greift die Sole Thrust (Basisüberschiebung) des Moine Thrust Belts  weiter nach Westen aus und die Formation wird hier zusammen mit der Eriboll-Formation, der An-t-Sròn-Formation und der Ghrudaidh-Formation in die sehr komplex aufgebauten Duplexe (Überschiebungskeile) zwischen der Sole Thrust im Westen und der eigentlichen Moine Thrust im Osten mit inkorporiert. Durch schräg angeordnete Rampen können extrem schwierige Strukturen entstehen, wie beispielsweise an der Traligill Thrust.

## Alter
Die Hangendgrenze der Eilean-Dubh-Formation fällt mit der Oberkante des Furongiums zusammen (somit bildet sie die Grenze zum Ordovizium) und liegt bei 485 Millionen Jahren. Das Grenzintervall Sauk II/Sauk III (gleichzusetzen mit SLM II/SLM III) ereignete sich in Nordamerika in etwa zeitgleich mit der großen positiven Kohlenstoffexkursion SPICE. Diese maximale Regression kann mit dem Paibium (unteres Furongium – Beginn vor 497 Millionen Jahren) korreliert werden. Die Basis der Eilean-Dubh-Formation korreliert mit der Basis der Petit-Jardin-Formation im westlichen Neufundland und liegt im oberen Drittel der 3. Serie des Kambriums – was in etwa 505 Millionen Jahre entspricht.
Die Eilean-Dubh-Formation überbrückt somit die Zeitspanne 505 bis 485 Millionen Jahre – immerhin ein Intervall von 20 Millionen Jahren.

## Zusammenschau
Die Kontinentalplattform im Nordwesten Schottlands, die einst zum passiven Kontinentalrand Laurentias gehörte, ging durch drei bedeutende Entwicklungsstufen:
- Präplattform-Schelf im Unteren und Mittleren Kambrium
- Hochenergetischer Schelf im Mittleren und Oberen Kambrium
- Breitere aber niedrigenergetische Plattform im Unteren und Mittleren Ordovizium.

Die Eilean-Dubh-Formation bildet Teil der zweiten Phase, der hochenergetischen Schelfentwicklung. Der Meeresspiegel war generell im Ansteigen begriffen, dennoch sind in dieser Entwicklung drei regressive Phasen zu konstatieren. Die erste regressive Phase fällt mit der signifikanten Sequenzgrenze SLM IIa/SLM IIb zusammen. Hieraus resultierten Vorstöße (Progradationen) des Supratidals aber auch der Sabkha-Fazies. Dieses Ereignis kann von Eriboll bis nach Assynt verfolgt werden. Die zweite regressive Phase recht starken Verflachens ereignete sich an der Sequenzgrenze SLM IIb/SLM IIIa im oberen Drittel der Formation. Dadurch kam es immerhin zur Herausbildung verkarsteter Oberflächen, Sabkhafazies stellte sich ein und Quarzsand wurde abgelagert. Die dritte und letzte regressive Phase kommt 18 Meter unterhalb der Hangendgrenze zu liegen. Die Sequenzgrenze SLM IIIa/SLM IIIb wird durch die Formationsgrenze zur aufliegenden Sailmhor-Formation repräsentiert. Diese stellt eine Flutungsfläche dar und bildet gleichzeitig den Abschluss des Kambriums und den Beginn des Ordoviziums.
Sedimentologisch betrachtet begann die Entwicklung im unteren Abschnitt der Formation mit schlammigen Gezeitenebenen. Hierauf folgten im Mittelabschnitt Ablagerungen des Supratidals. Die flachliegenden Schelfpartien wurden jetzt von Rinnen durchzogen, verkarsteten, Mikrobialithen (Stromatolithen plus Thrombolithen) sammelten sich an, Evaporite bildeten sich, Quarzsand wurde abgelagert und Sabkhazyklen konnten sich etablieren. Darüber folgt eine aggradierende Gezeitenebenenfazies des Intertidalbereichs, die sich durch Flaser- und Linsenschichtung auszeichnet, jedoch keine Evaporite mehr enthält. Im Hangenden schließlich erscheint eine dicke Abfolge des unteren Intertidals bis unteren Supratidals, bestehend entweder aus Rippel-laminierten, aus strukturlosen oder aus fenestralen Karbonaten, gefolgt von Stromatolithen und Schuppenbrekzien in Richtung Hangendgrenze. Leider ist dieser Abschnitt nur schlecht erhalten und seine Gesamtmächtigkeit daher ungewiss.